# Anders Svedberg
Anders Svedberg, född 11 mars 1832 i Munsala, död där 25 januari 1889, var en finländsk skol- och tidningsman.

## Biografi
Anders Svedberg föddes i Munsala som son till jordbrukaren och kyrkvärden Johan Storsved och Maria Ohls. Han gifte sig först med Brita Greta Bergendahl (1854–1857) och senare med Brita Greta Pesonen (1858–1890).

## Karriär
Svedberg inledde sin karriär som kopist och senare som advokat. År 1856 blev han lärare vid socknens nyinrättade ambulatoriska folkskola och grundade 1862, på egen bekostnad, en fast folkskola i Storsved, den första i Österbotten. Då en kommitté 1861 tillsattes för att granska Uno Cygnæus förslag till folkskolväsendets inrättande blev Svedberg dess medlem.
Svedberg grundade 1864 tidningen "Österbotten", för vilken han var redaktör till 1878. Han var från 1884 redaktör för "Österbottniska Posten" och medarbetade även i en rad finländska och svenska tidningar samt författade ett antal småskrifter. Han var 1877–88 liberal representant för bondeståndet vid lantdagarna. Hans skola, uppförd enligt ritningar av Carl Axel Setterberg, inrymmer sedan 1976 Finlands svenska skolmuseum.

## Publikationer[3]
- Kort och lättfattlig underrättelse om svenska ords stafning. (1858)
- Kamp och seger. (1861)
- Dryckenskapens rysliga följder. (1862)
- Israeliten. (1873)
- Lag och rätt. (1875)
- Pehr Hirvi. (1877)
- Tidsbilder ur Österbottniska folklifvet. (1884)